# Harzer-Hexen-Stieg

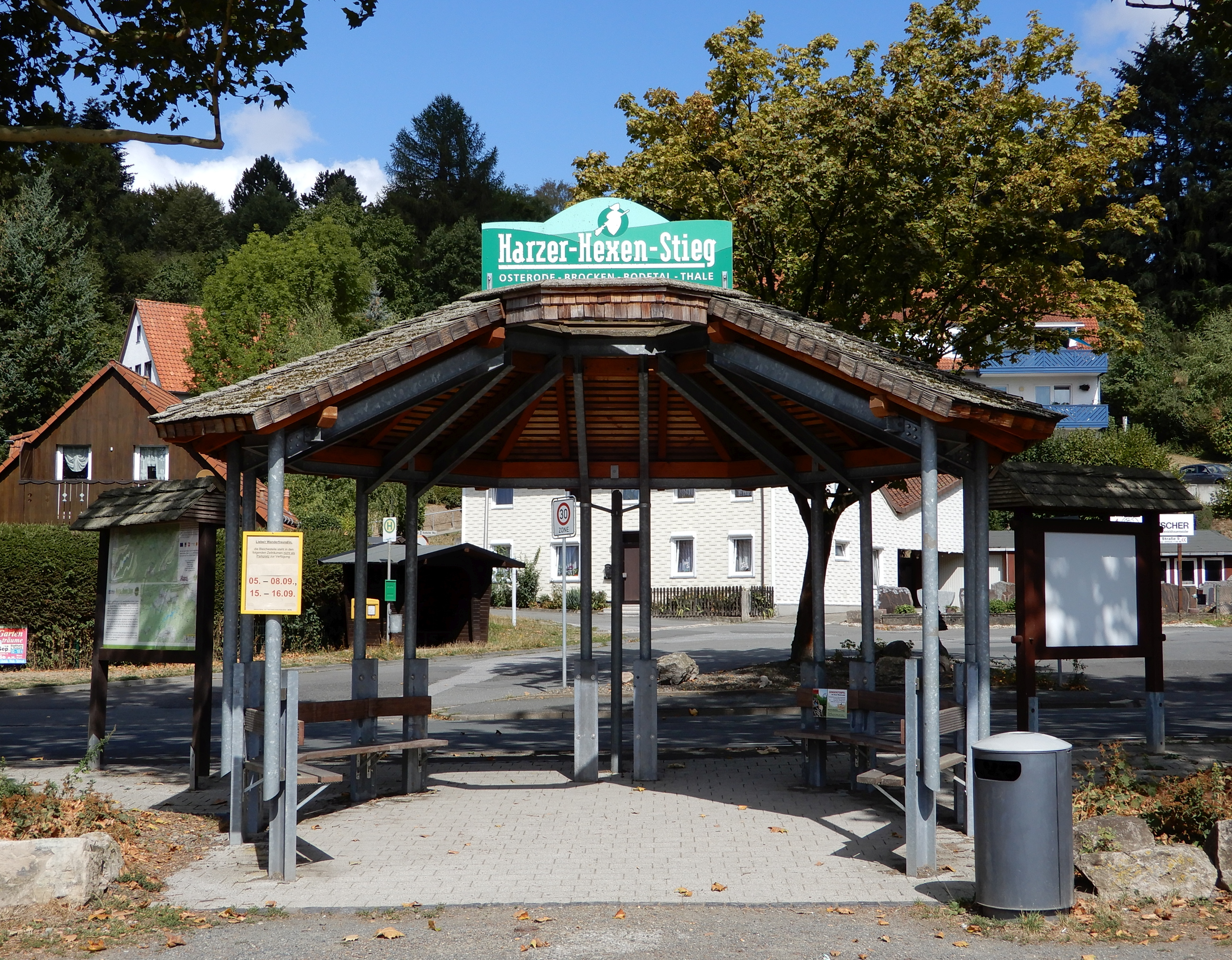
Startpunkt in Osterode am Harz

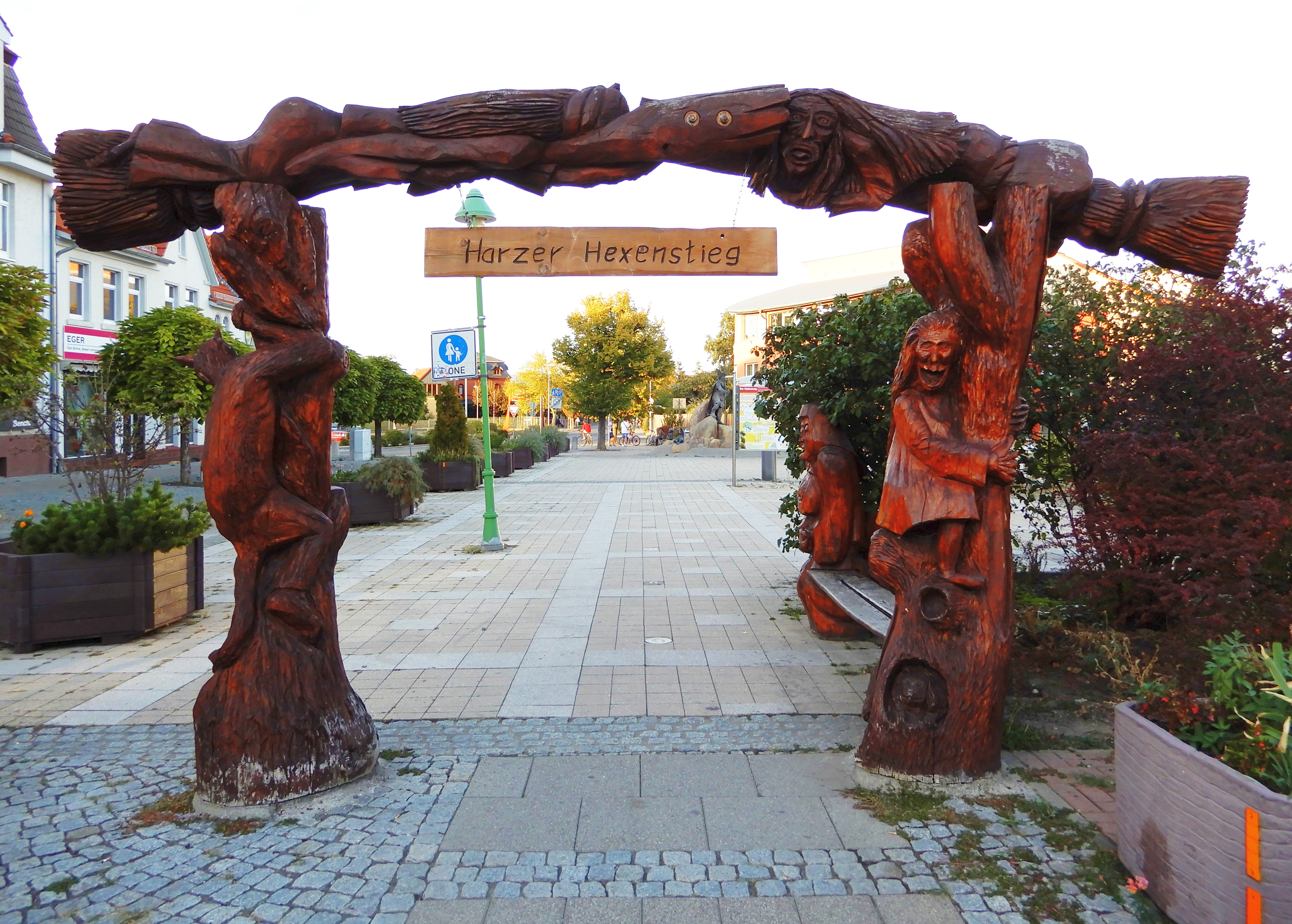
Zielpunkt in Thale

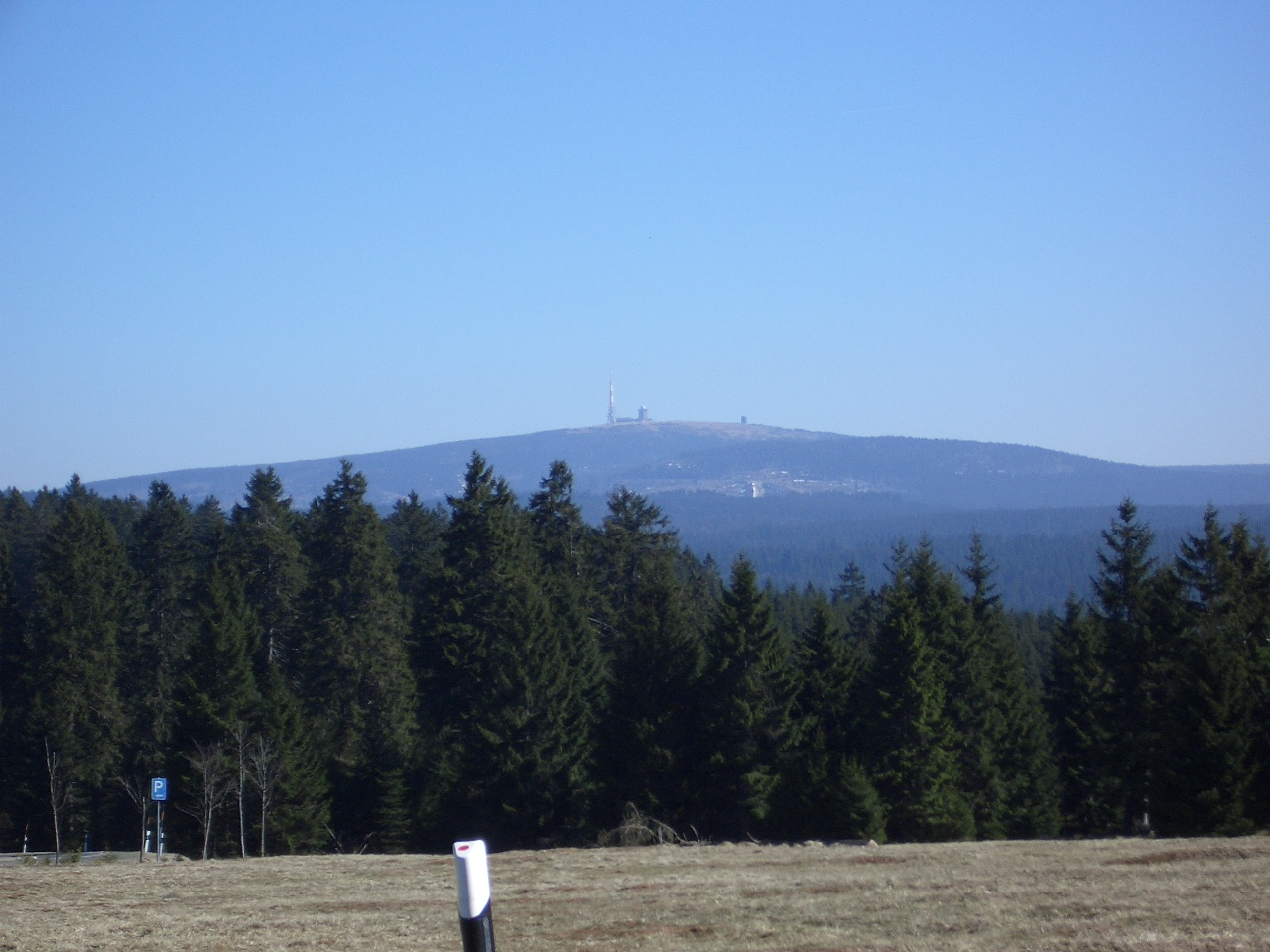
Der Brocken

Der Harzer-Hexen-Stieg ist ein knapp 100 km langer Wanderweg, der von Osterode durch den Harz über den Brocken nach Thale führt. Zusätzlich werden zwei Alternativrouten angeboten: zum einen die Brockenumgehung ab Torfhaus über St. Andreasberg und Braunlage (32,3 km), zum anderen der Köhlerpfad südlich der Rappbodetalsperre ab Königshütte über Hasselfelde (23,8 km). Das Gesamtstreckennetz beträgt 152 km. Er ist ein Projekt des Harzer Tourismusverbands e. V. sowie des Harzklubs und mit 28 Stempelstellen sowie einem eigenen Themenabzeichen in das System der Harzer Wandernadel einbezogen. Der seit 2007 zertifizierte Qualitätswanderweg verbindet die Bundesländer Niedersachsen und Sachsen-Anhalt und führt durch die Landkreise Göttingen, Goslar und Harz. Der Hexen-Stieg durchquert zwischen Altenau und Drei-Annen-Hohne den Nationalpark Harz. 2009 war der Hexen-Stieg Gründungsmitglied der Marketingkooperation Top Trails of Germany. Im Herbst 2013 feierte der mitteldeutsche Fernwanderweg sein zehnjähriges und im Jahr 2023 sein zwanzigjähriges Bestehen.

## Beschreibung
Der Harzer-Hexen-Stieg führt von Osterode über Lerbach nach Buntenbock, einen von den Oberharzer Teichen umgebenen Ortsteil von Clausthal-Zellerfeld. Die Oberharzer Teiche sind Bestandteil des Oberharzer Wasserregales, zu dem auch der Dammgraben gehört. Diesem folgend passiert der Weg das Dammhaus sowie das zu Altenau gehörende Grabenhaus Rose. Vorbei am Förster-Ludwig-Platz und Nabentaler Wasserfall erreicht der Weg über die Steile Wand Torfhaus. Die offizielle Wegführung des Hexenstieges zwischen Förster-Ludwig-Platz zum Torfhaus, der Magdeburger Weg, ist seit 2017 auf unbestimmte Zeit gesperrt. Die Umleitung erfolgt über den Buttersteig über die Wolfswarte zum Torfhaus.
In Torfhaus teilt sich der Hexenstieg in den über die Hauptroute führenden Goetheweg auf den Brocken, teilweise parallel zur Brockenbahn und von dort nach Königshütte. Eine Alternativroute umgeht den Brocken und führt zu weiteren Einrichtungen des Oberharzer Wasserregals wie dem Oderteich und dem Rehberger Graben. Über Sankt Andreasberg und Braunlage erreicht der Weg wieder die Hauptroute.
Von Königshütte aus führen zwei Alternativrouten nach Altenbrak. Ein Weg geht über Rübeland entlang der Rübelandbahn, der andere verläuft an der Rappbode-Talsperre vorbei. Von Altenbrak geht der Weg weiter über Treseburg, wo der Bode-Selke-Stieg abzweigt, nach Thale, wo der Harzer Hexenstieg endet. Der Abschnitt zwischen Treseburg und Thale ist in den Wintermonaten zwischen November und März aufgrund erhöhter Steinschlaggefahr gesperrt. Die beschilderte Umleitung des Harzer Hexenstiegs erfolgt über den Weißen Hirsch, das Pfeil-Denkmal hinauf zum Hexentanzplatz in Thale.
Der Name des Wanderweges leitet sich davon ab, dass außer dem Brocken und dem Hexentanzplatz in Thale auch weitere mystische Stätten wie der Bruchberg oder Braunlage passiert werden.

## Etappen
Auf der offiziellen Website werden folgende Etappen vorgeschlagen:
- Etappe 1: Osterode am Harz (Bleichestelle) – Eselsplatz – Marienblick – Rote Sohl – Mangelhalber Tor – Dorotheenblick – Bärenbrucher Teich (11,6 km)
- Etappe 2: Bärenbrucher Teich – Innerstesprung – Huttaler Widerwaage – Polsterberg – Sperberhaier Dammhaus – Eisenquelle – Grabenhaus Rose – Förster-Ludwig-Platz – Steile Wand – Torfhaus (22,3 km)
- Etappe 3: Torfhaus – Abbegraben (Großes Torfhausmoor) – Quitschenberg – Eckersprung/ehemalige Grenze – Goetheweg/Goethemoor – Brocken – Brockenchaussee – Glashüttenweg – Trudenstein – Drei Annen Hohne (19,9 km)
- Etappe 4:
  - Nordvariante: Drei Annen Hohne – Rastplatz „Im Steinbachtal“ – Königshütter Wasserfall – Königshütte – Ruine Königsburg – Zusammenfluss von Warmer und Kalter Bode – Überleitungssperre/Trogfurther Brücke – Susenburg – Tiefenbachtal – Brockenblick – Hoher Kleef – Höhlenort Rübeland – Krockstein/Neuwerk – Talsperre Wendefurth – Wendefurth – Altenbrak (29 km)
  - Südvariante: Drei Annen Hohne – Rastplatz „Im Steinbachtal“ – Königshütter Wasserfall – Königshütte – Rappbode-Vorsperre – Ruine Trageburg – Großes Mühlental – Hasselvorsperre – Sautal – Hagenmühle – Hasselfelde – Köhlerlehrpfad – Harzköhlerei Stemberghaus – Altenbrak (30,3 km)
- Etappe 5: Altenbrak – Treseburg – Gewitterklippen – Bodekessel – Teufelsbrücke – Jungfernbrücke – Brunhildeweg – Thale (14,2 km)

### Weitere Etappen
- Brockenumgehung: Torfhaus – Märchenweg – Oderteich – Rehberger Grabenhaus – St. Andreasberg – Rinderstall – Silberteich – Braunlage – Bremke – Elend – Mandelholz – Rastplatz „Im Steinbachtal“ (34,2 km)
- Winterumleitung Bodetal: ab Etappe 5, Treseburg – Hexendorf/Hexentanzplatz – Harzer Bergtheater Thale – Hexenkessel (Thale) (8,5 km – verkürzt Etappe 5 auf 13,3 km)
- Titan-RT-Überquerung: Neuwerk – Rappbode-Talsperre über Titan RT – Kirchhofsberg – Gasthaus „Zum Fischer“ (bei Altenbrak) (5,8 km – verkürzt die Nordvariante der Etappe 4 auf 23,5 km)

## Wanderkarten und Literatur
- Harzer Hexen-Stieg, Offizielle Karte zum thematischen Wanderweg durch den Harz – Wanderkarte (1 : 30.000), Schmidt-Buch-Verlag, Wernigerode 2007, ISBN 978-3-936185-32-4.
- Hans Bauer, Stefan Krooß, KartoGuide Harzer Hexen-Stieg, Der offizielle Führer mit Karte zum Wanderweg durch den Harz (inkl. Hexen-Stieg-Wanderkarte von 2007), Schmidt-Buch-Verlag, Wernigerode 2006, ISBN 978-3-936185-33-1.
- Harzer-Hexen-Stieg – Wanderkarte (1 : 25.000), Publicpress, Geseke 2006, ISBN 3-89920-165-5.
- Conrad Stein: Harz: Hexenstieg, Outdoor-Handbuch Band 163, Conrad Stein Verlag 2011, ISBN 978-3-86686-163-3.
- Harzer-Hexen-Stieg, Hörbuch gesprochen von Marie Gruber und Jaecki Schwarz, Unterlauf & Zschiedrich Hörbuchverlag 2009, ISBN 978-3-934384-40-8.
- Harzer-Hexen-Stieg, Quer durch den Harz und über den Brocken, 100 km, Esterbauer, August 2018, ISBN 978-3-85000-748-1.

## Film
- Der Harzer Hexenstieg. Dokumentarfilm, Deutschland, 2008, 43:30 Min., Buch und Regie: Johannes Höflich, Produktion: WDR, Reihe: Wanderlust, Erstsendung: 12. Mai 2008 beim WDR, Inhaltsangabe vom WDR.